# Carl Andreas von Boguslawski
Carl Anton Andreas von Boguslawski (né le 19 novembre 1758 au manoir de Musloch, principauté d'Œls et mort le 21 septembre 1817 à Berlin) est un général de division, traducteur et auteur prussien. Il est entré dans l'histoire militaire prussienne en tant que premier directeur de l'École générale de guerre.

## Biographie

### Origine
Son père, Johannes Georg von Boguslawski (1716–1767), est un noble chassé de Lituanie en raison de sa foi réformée après le tumulte de Thorn en raison de sa foi réformée, et qui trouve un accueil hospitalier sur les terres silésiennes du comte impérial Heinrich von Reichenbach-Goschütz. Carl Andreas a une sœur et un frère aîné, Heinrich Georg von Boguslawski, capitaine et commandant de compagnie d'un régiment d'infanterie, mort à Goldap en 1802.

### Carrière
Après le décès prématuré de leur père sans ressources, lui et son frère aîné sont accueillis à l'orphelinat militaire de Berlin en 1767. En 1770, ils entrent à la maison des cadets de Berlin. Carl Andreas y est l'élève du poète Karl Wilhelm Ramler, qui reconnaît et encourage le talent d'écrivain du jeune garçon. En 1776, il s'engage dans l'armée prussienne comme enseigne dans le régiment à pied "von Wunsch". En 1782, il est nommé professeur à Magdebourg pour donner des cours de géométrie et de fortification aux officiers de l'Inspection de Magdebourg. En tant que premier adjudant du Generalleutnant prince héréditaire von Hohenlohe, il participe aux campagnes de la guerre de la première coalition de 1792/94, reçoit l'Ordre Pour le Mérite en 1793 et se lie d'amitié avec le quartier-maître général Christian von Massenbach. Il tient le journal du Corps Hohenlohe 1792/94, qui est conservé aux Archives d'État secrètes du patrimoine culturel prussien (de), il donne une représentation claire des événements. Ce journal est sans doute la meilleure source pour l'étude de la campagne de l'époque. Le 10 juin 1800, il devient chef du 22e bataillon de fusiliers. En 1803, il acquit le domaine de Podelwitz dans l'arrondissement de Neumarkt. En 1806, il participe à la bataille d'Iéna et est fait prisonnier par les Français. En 1808, il obtient un poste de commandant de Neisse. En 1809, il est membre des commissions d'armement et de conscription qui préparent la réorganisation de l'armée prussienne. La même année, il devient membre de la Commission générale des ordres.
Après la transformation et la réorganisation des écoles militaires, Boguslawski est nommé le 6 août 1810 premier directeur de l'École générale de guerre de Berlin, qui a vu le jour grâce aux réformes de Scharnhorst. Il occupe cette fonction - avec une interruption pendant les guerres napoléoniennes, au cours desquelles il obtient la croix de fer et l'ordre de Saint Stanislas de 2e classe lors de la bataille d'Hagelberg (de), connue sous le nom de bataille de la Landwehr - jusqu'à sa mort en 1817. L'historien militaire Scharfenort juge son administration : Les difficultés résidaient en premier lieu dans la relation entre les officiers, en tant qu'élèves, et Boguslawski, qui devait tenir compte avec délicatesse de leurs préjugés contre les nombreuses nouveautés qui les privaient de leurs anciens privilèges. Il s'agissait ici d'instruire et d'équilibrer, ce qui était d'autant plus facile pour Boguslawski que des représentants de toutes les classes cultivées se réunissaient dans sa maison, qu'il avait également ouverte à ses officiers. En 1812, il devient membre de la Société sans loi de Berlin. Sa maison de la Burgstraße est un lieu de rencontre connu et apprécié de la vie sociale berlinoise. Boguslawski, qui a été promu major général le 4 octobre 1813, décède subitement des suites d'un coup de poumon. Sa tombe se trouve dans l'ancien cimetière de garnison de la Linienstrasse à Berlin.

### Famille
Le 31 mai 1795, il se marie à Dedelow près de Prenzlau avec Amalie von Klützow, décédée en 1796. Le 24 avril 1800, il épouse Wilhelmine von Raecke (1769-1839), la fille d'un propriétaire terrien silésien et plus tard dame de l'ordre de Louise, à Lobedau, arrondissement de Goldberg. Deux enfants sont nés de ce mariage :
- Wilhelm (1803-1874), ami d'enfance du musicien Felix Mendelssohn Bartholdy et plus tard conseiller judiciaire prussien à Berlin, épouse en 1831 Wassilissa Roedlich (1809-1894), fille du général Hieronymus Roedlich (de).
- Albertine (1801-1852), dame d'honneur de la princesse Marianne de Prusse, décédée célibataire[2]

À partir de 1805, il accueille dans sa maison comme fille adoptive Ernestine von Langen (1805-1858), la fille d'un officier de régiment dont il est proche et plus tard dame d'honneur de la princesse Radziwill et mère du dramaturge Ernst von Wildenbruch. Son neveu est Palon Heinrich Ludwig von Boguslawsky. Son petit-fils est le lieutenant-général Albert von Boguslawski.

## Travaux
- Journal der Avantgarde unter dem Kommando des Generalleutnant Erbprinz von Hohenlohe in den Feldzügen 1792, 1793, 1794. Armeebericht
- Virgils Landbau. Ein Lehrgedicht in vier Büchern, aus dem Lateinischen übersetzt von einem Offizier. 1795.
- Briefe über die Champagne und Lothringen an einen Landwirth in Schlesien. Verlag Wilhelm Gottlieb Korn, Breslau und Leipzig 1809.
- Xanthippus. 1809.
- Diokles. Eine Legende in vier Gesängen. 1814.